# Christa Müller (Publizistin)

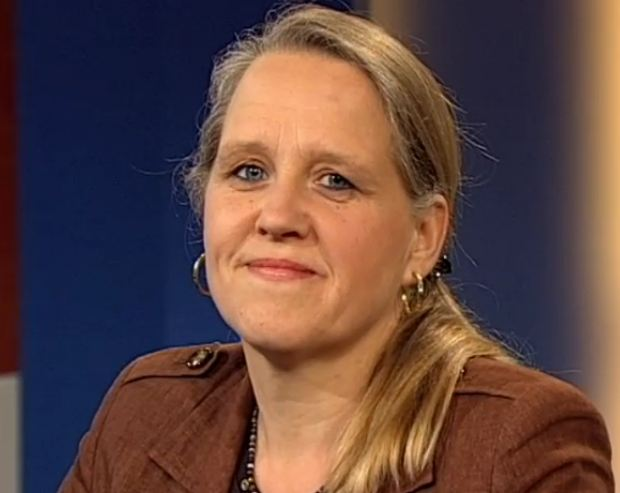
Christa Müller (2011)

Christa Müller (* 1960 in Paderborn) ist eine deutsche Soziologin.

## Leben
Christa Müller studierte Soziologie in Bielefeld, Marburg und Sevilla. Nach Feldforschungen in Costa Rica, Mexiko und Westfalen promovierte sie 1997 an der Universität Bielefeld über die Integration eines westfälischen Dorfes in den globalen Markt. Für die Dissertation erhielt sie 1998 den Schweisfurth-Forschungspreis für Ökologische Ökonomie. 1997 gründete sie das Institut für Theorie und Praxis der Subsistenz gemeinsam mit anderen. Sie erhielt in den folgenden Jahren Lehraufträge an den Universitäten Innsbruck, Tübingen und anderen Hochschulen. Des Weiteren ist sie als Gutachterin für wissenschaftliche Journals und für das BMBF sowie als Jurorin des Kapp-Forschungspreises für Ökologische Ökonomie tätig. Christa Müller ist seit 2013 Kuratoriumsmitglied der Schweisfurth Stiftung, Aufsichtsrätin der Genossenschaft Kartoffelkombinat und Mitglied des Wissenschaftlichen Beirats des Jahrbuchs Nachhaltige Ökonomie.
Im Auftrag der Münchner Forschungsgesellschaft anstiftung untersuchte Christa Müller die Internationalen Gärten Göttingen auf ihre sozialintegrativen Wirkungen. Gemeinsam mit anderen baute sie in der Folge das Netzwerk Interkulturelle und Urbane Gärten, dem sich rund 1000 Projekte angeschlossen haben, und 2002 die Stiftung Interkultur auf, die sie seitdem leitet. Seit 2007 ist sie geschäftsführender Vorstand der Stiftung anstiftung. 2011 übernahm sie zudem die Aufgabe, die deutsche Ausgabe der ursprünglich im kanadischen Toronto entstandenen Ausstellung „Die Produktive Stadt / Carrot City – Designing for Urban Agriculture“ für die TU Berlin sowie die TU München zu kuratieren.
Christa Müller lebt in München.

## Schriften
- Urban Gardening. Über die Rückkehr der Gärten in die Stadt. oekom Verlag, München 2011, ISBN 978-3-86581-244-5[8][9]
- Wurzeln schlagen in der Fremde. Die Internationalen Gärten und ihre Bedeutung für Integrationsprozesse. oekom Verlag, München 2002, ISBN 3-928244-82-5.
- Eigenarbeit im Kontext sozialer Deklassierung. Das Kreativzentrum in der Plattenbausiedlung Wolfen-Nord. Verlag anstiftung, München 2000, DNB 959805516.
- Von der lokalen Ökonomie zum globalisierten Dorf. Bäuerliche Überlebensstrategien zwischen Weltmarktintegration und Regionalisierung. Campus Verlag, Frankfurt am Main / New York 1998, ISBN 3-593-36121-3.
- mit Andrea Baier und Karin Werner (Hg.): Unterwegs in die Stadt der Zukunft. Urbane Gärten als Orte der Transformation. transcript Verlag, Bielefeld 2024, ISBN 978-3-8394-7163-0.
- mit Andrea Baier, Tom Hansing und Karin Werner (Hg.): Die Welt reparieren. Open Source und Selbermachen als postkapitalistische Praxis. transcript Verlag, Bielefeld 2016, ISBN 978-3-8376-3377-1.[10]
- mit Andrea Baier und Karin Werner: Stadt der Commonisten. Neue urbane Räume des Do it yourself. transcript Verlag, Bielefeld 2013, ISBN 978-3-8376-2367-3.[11]
- mit Andrea Baier und Karin Werner: Wovon Menschen leben: Arbeit, Engagement und Muße jenseits des Marktes. oekom Verlag, München 2007, ISBN 978-3-86581-243-8.
- mit Veronika Bennholdt-Thomsen und Brigitte Holzer: Das Subsistenzhandbuch: Widerstandskulturen in Europa, Asien und Lateinamerika. promedia Verlag, Wien 1999, ISBN 3-85371-143-X.

## Auszeichnungen
- 1998: Schweisfurth-Forschungspreis für Ökologische Ökonomie[12]
- 2008: nominiert für den Freiherr-vom-Stein-Preis für gesellschaftliche Innovation